# Spy Hard
Spy Hard é um filme estadunidense, do gênero comédia, estrelado por Leslie Nielsen e Nicollette Sheridan, parodiando os filmes de James Bond e outros filmes de ação.

## Elenco
- Leslie Nielsen ... Dick Steele, Agente WD-40
- Nicollette Sheridan ... Veronique Ukrinsky, Agente 3.14
- Charles Durning ... O Diretor
- Marcia Gay Harden ... Senhorita Cheevus
- Barry Bostwick ... Norman Coleman
- John Ales ... Kabul
- Andy Griffith ... General Rancor
- Elya Baskin ... Professor Ukrinsky
- Mason Gamble ... McLuckey
- Stephanie Romanov ... Victoria Dahl / Barbara Dahl
- Robert Guillaume ... Agente Steve Bishop
- Roger Clinton ... Agente Clinton
- Hulk Hogan ... tag-team wrestlers
- Ray Charles ... Motorista do ônibus

## Trilha sonora
1. "Spy Hard", "Weird Al" Yankovic
2. "Jeopardy Theme", Merv Griffin
3. "Nowhere Baby You Bet", Chris Marshall
4. "Semper Fidelis", R. Earley
5. "Bhangra", Patrick Wilson and Adam Roth
6. "You Never Can Tell (C'est la vie)", Chuck Berry
7. "Shout", Rudulph Isley, Ronald Isley e O'Kelly Isley
8. "A Martini for Mancini", Joseph L. Altruda
9. "Jeremy's Rave", Martyn J. Irwin
10. "Hawaiian Lullaby", Ashley J. Irwin
11. "Raindrops Keep Falling On My Head", B.J. Thomas